# Ciclo Atkinson
Animação.
O motor ciclo de Atkinson é um tipo de motor de combustão interna inventado por James Atkinson em 1882. O ciclo de Atkinson foi projetado para dar prioridade à eficiência ao invés da potência e é usado em modernos carros híbridos.

## Projeto
Originalmente os motores de pistão do tipo ciclo Atkinson permitem que os tempos de admissão, compressão, expansão, e exaustão dos motores de quatro tempos ocorram em uma única volta do cambota/virabrequim e foi projetado dessa maneira para evitar algumas patentes que cobriam motores ciclo de Otto. O desenho único do motor, com ligações mecânicas complexas entre apoios e o cambota/virabrequim do ciclo Atkinson, resultou num motor cuja taxa de expansão é diferente da taxa de compressão. Na prática, o período de expansão é maior que o de compressão, o que resulta numa eficiência térmica melhor que a média dos motores a pistão tradicionais. Enquanto o desenho original com a ideia de Atkinson não passa de uma curiosidade histórica, alguns motores modernos estão se utilizando de tempo de abertura de válvulas diferenciados, que imitam o efeito da redução da compressão e o aumento da expansão, notando sensível melhoria no consumo de combustível. São motores de 4 tempos, que precisam de duas voltas no cambota/virabrequim para completar um ciclo e não apenas uma volta como os Atkinson. Entretanto, são chamados de Atkinson pela maneira como são modificados visando a eficiência na transformação energética.

## Ciclo termodinâmico ideal

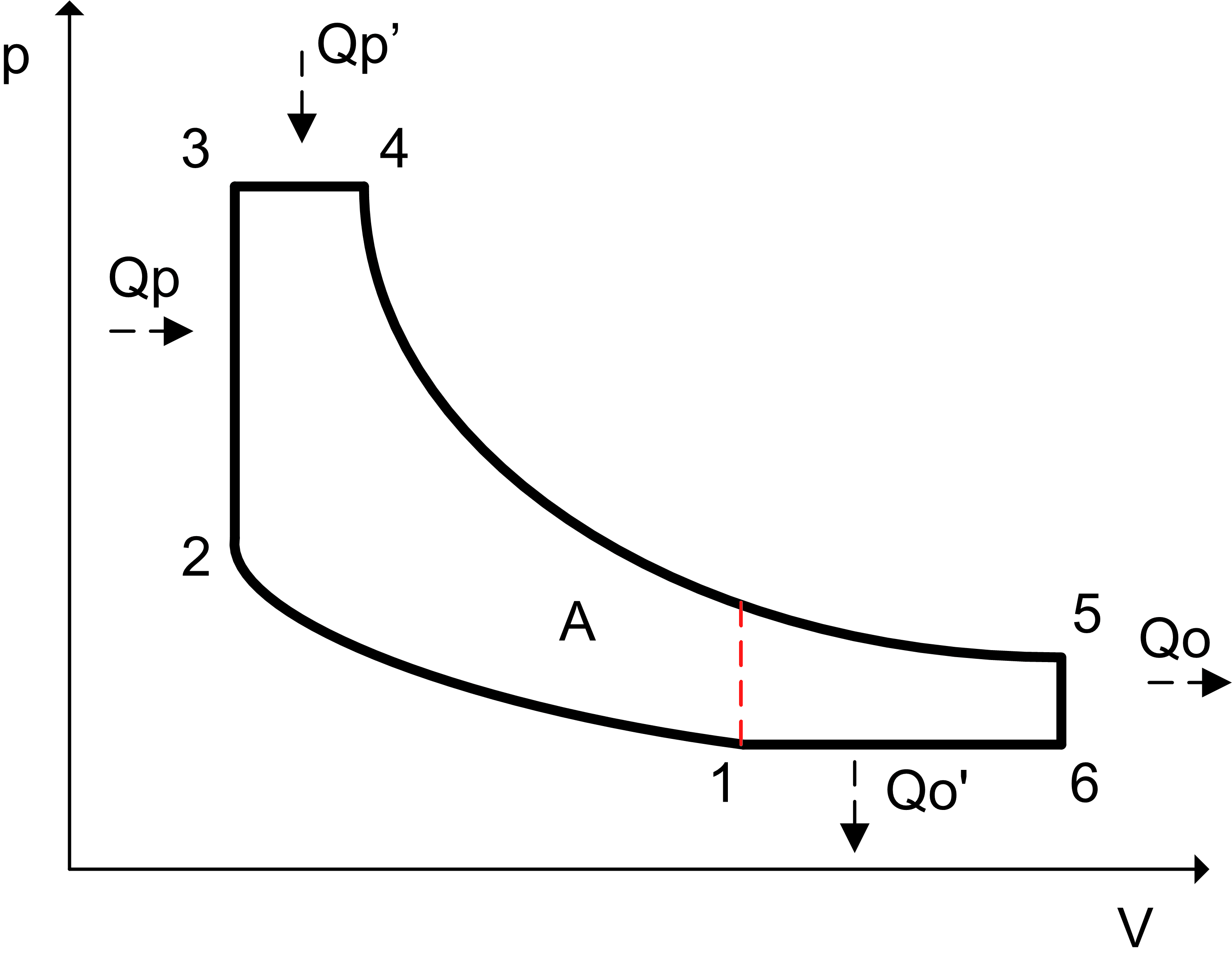
Ciclo de Atkinson a Gás

Ao lado, temos a imagem do ciclo Atkinson ideal, que consiste das seguintes operações:
- 1-2 Compressão isentrópica ou compressão reversível e adiabática (isto é, compressão sem transferência de calor)
- 2-3 Aquecimento isocórico (Qp)
- 3-4 Aquecimento isobárico (Qp')
- 4-5 Expansão isentrópica
- 5-6 Resfriamento isocórico (Qo)
- 6-1 Resfriamento isobárico (Qo')

## Motores de ciclo Atkinson modernos

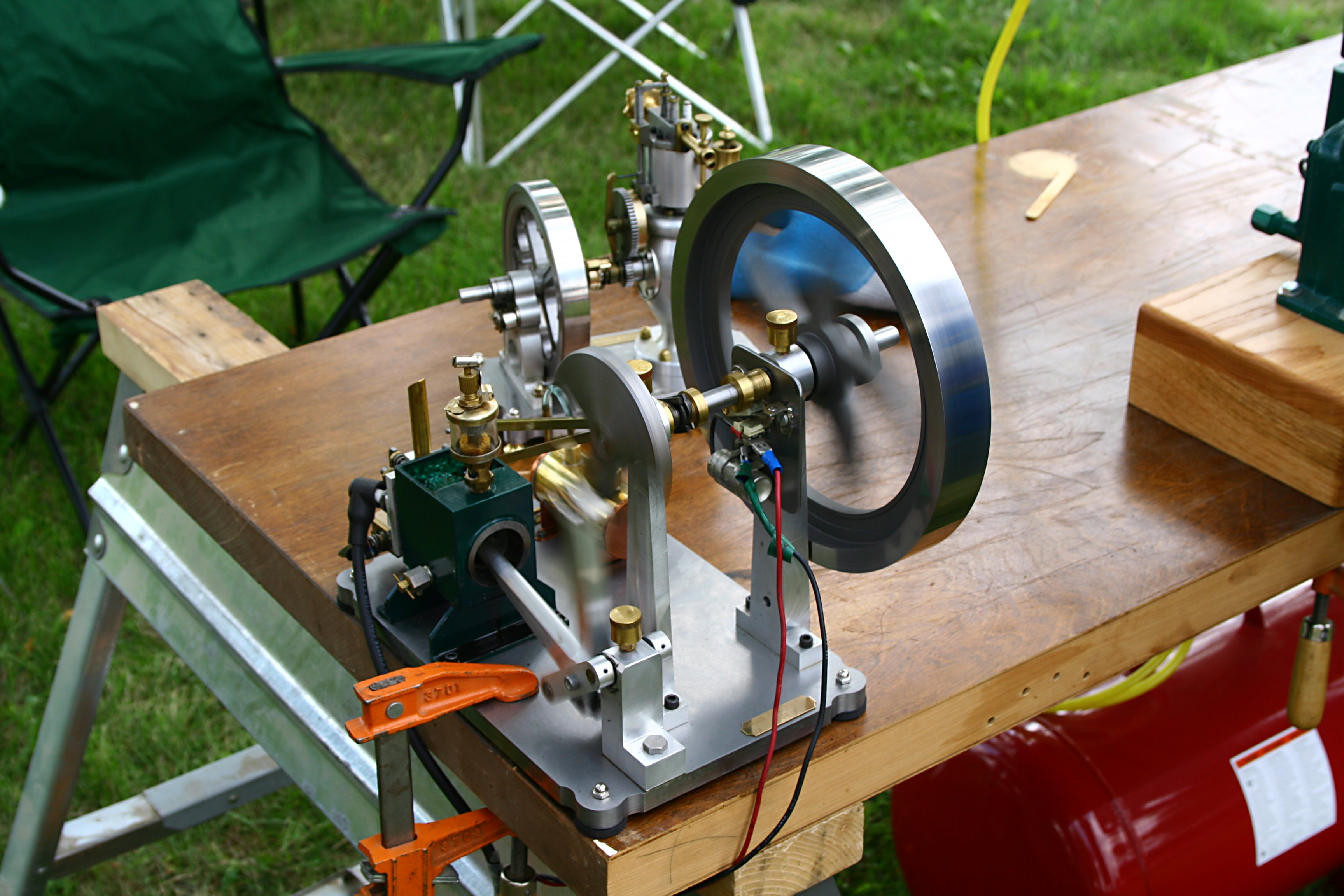
Um pequeno motor com ligações estilo Atkinson entre pistão e volante do motor. Motores modernos de ciclo Atkinson eliminam esta complicada via de energia.

Recentemente, o ciclo Atkinson vem sendo usado para descrever motores com ciclo de Otto com modificações específicas no tempo de abertura de válvulas. No caso em questão, as válvulas de admissão se mantém abertas além do normal, o que permite um fluxo reverso do ar admitido de volta ao coletor de admissão, o que resulta numa compressão efetiva menor (já que parte da mistura que deveria estar sendo comprimida está escapando do cilindro livremente ao invés de estar sendo comprimida pelo pistão), mas a taxa de expansão não é modificada. Isso na prática significa que a taxa de compressão é menor que a taxa de expansão. O calor gerado pela explosão do combustível aumenta a pressão, forçando o pistão a mover pela expansão do volume dentro da câmara para além do volume quando a compressão se iniciou.

Motor rotativo de ciclo Atkinson.

O objetivo dos motores de ciclo Atkinson modernos é fazer com que a pressão na câmara de combustão no fim do ciclo de expansão seja igual à pressão atmosférica. Dessa maneira, pode se dizer que se transformou toda a energia possível, obtida no processo de combustão. Para cada parte de ar, quanto maior a taxa de expansão, maior a energia que será convertida para energia mecânica utilizável, o que resulta em um motor mais eficiente. A desvantagem do ciclo Atkinson de quatro tempos em relação ao ciclo Otto é sua reduzida potência relativa, pois, devido à menor quantidade de mistura admitida, os motores de ciclo Atkinson não conseguem produzir a mesma potência que um motor de ciclo Otto do mesmo tamanho, que consegue aspirar muito mais ar.
Motores de quatro tempos que utilizam as mesmas modificações de abertura de válvulas que os motores de ciclo Atkinson, mas são equipados com um compressor mecânico para diminuir a perda de potência relativa, são conhecidos como motores de ciclo Miller.

## Veículos que atualmente utilizam motores de ciclo Atkinson

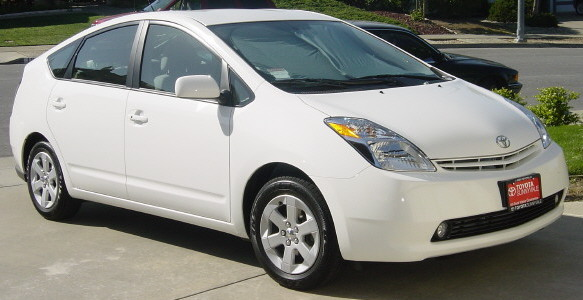
2004 Toyota Prius hybrid

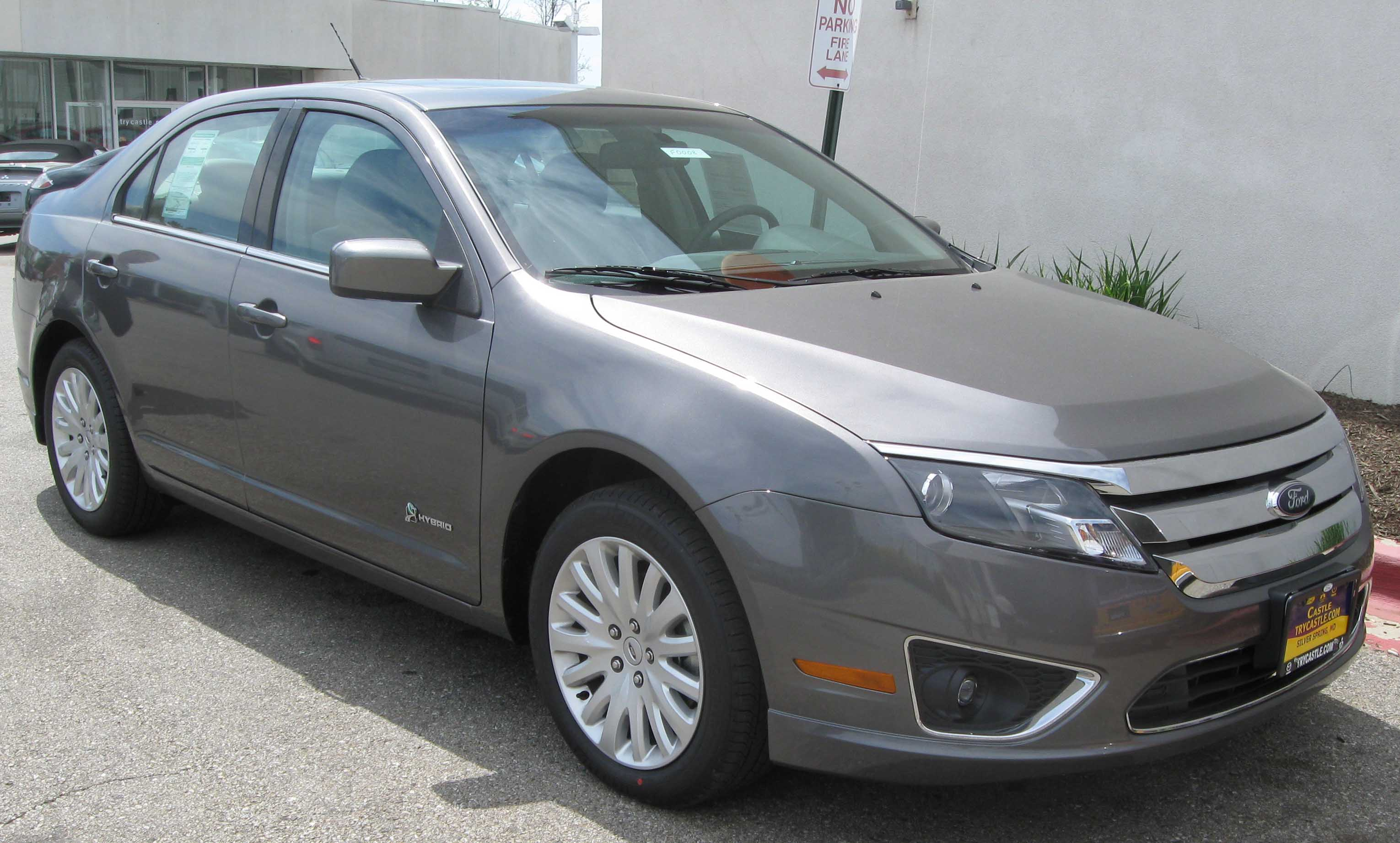
2010 Ford Fusion Hybrid (América do Norte)

Enquanto um motor de ciclo Otto modificado usando o ciclo Atkinson provê uma economia considerável de combustível, há em contrapartida uma significante perda de potência específica ao comparar com um motor quatro tempos normal. Se a demanda por mais potência for intermitente, ela pode ser adicionada por um motor elétrico durante o período de maior demanda. Essa é a base do carro com motor de combustão e motor elétrico, conhecido como carro híbrido. Ambos os motores podem ser usados independentemente ou combinados, para prover de maneira mais eficiente possível a entrega dessa energia para movimentar o veículo.
Atualmente, existem em produção, vários veículos que utilizam os motores de ciclo Atkinson. Os vendidos no Brasil são:
- Ford Fusion Hybrid elétrico, tração dianteira, taxa de compressão de 12.3:1;
- Mercedes S400 Blue Hybrid elétrico, tração traseira;
- Toyota Prius híbrido elétrico, tração dianteira, taxa de compressão de 13.0:1;